# Parcul Național Mikumi
Parcul Național Mikumi este un parc național în Mikumi, lângă Morogoro, în Tanzania. Parcul are o suprafață de 3230 km², al 4-lea ca mărime în Tanzania și a fost înființat 1964. Parcul este traversat de cåtre autostrada A-7 tanzaniană.

## Teritoriu

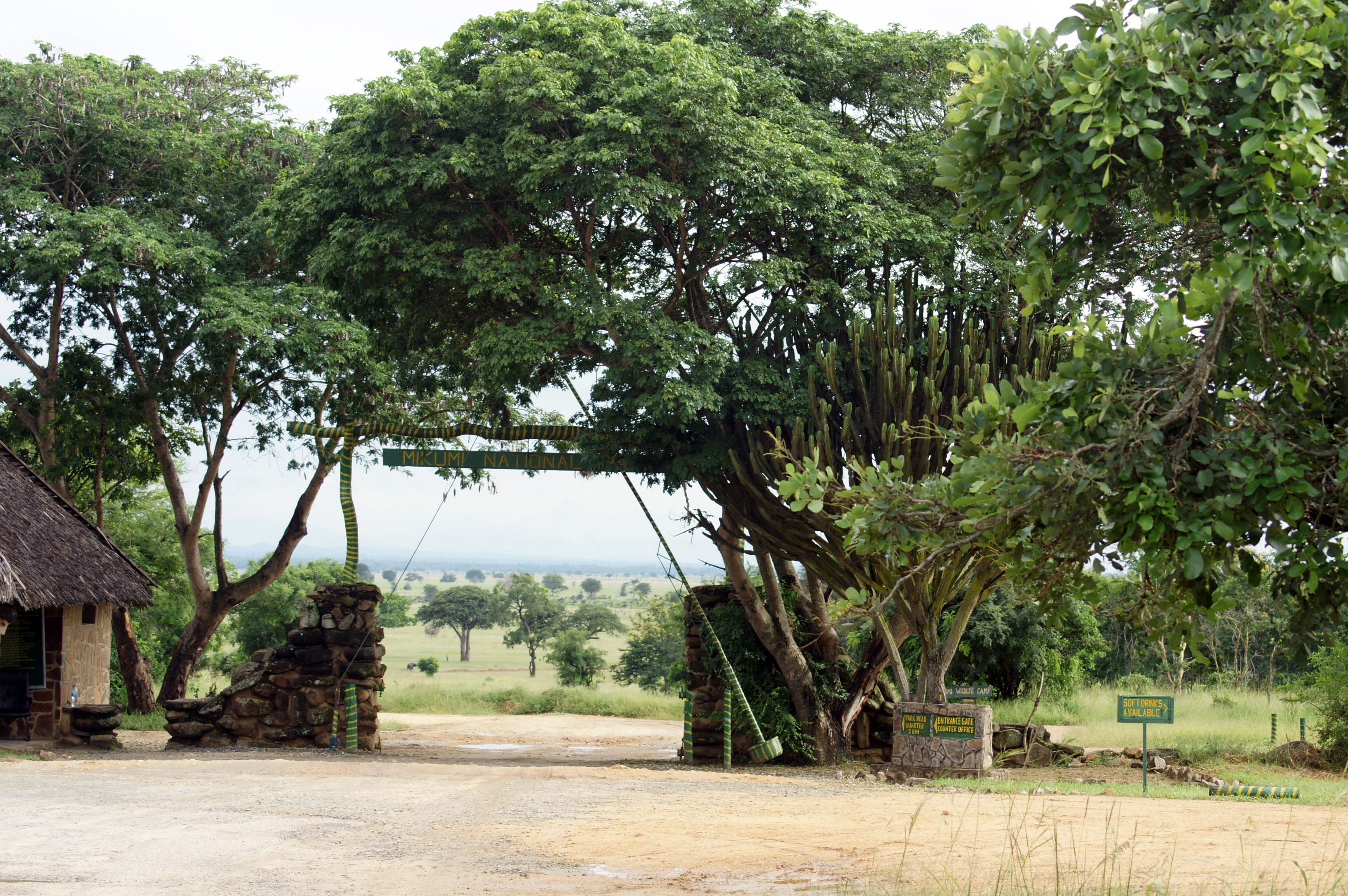
Intrarea în parcul Mikumi în sezonul umed

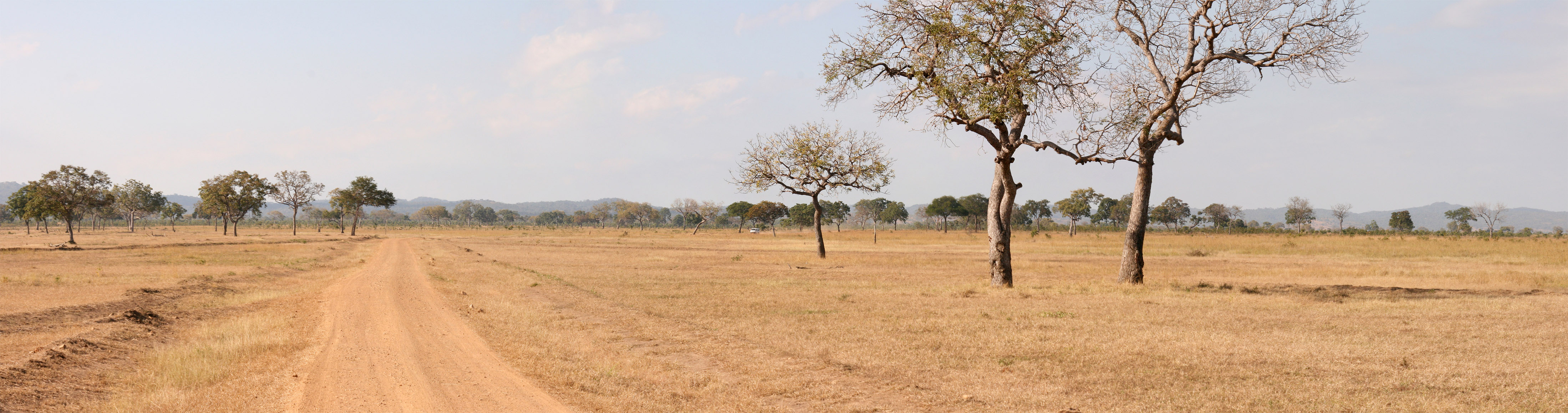
Panoramå Mikumi în sezonul secetos

Parcul Mikumi este învecinat la sud cu rezervația Selous, cele 2 zone formând împreună un ecosistem unic, și cu Munții Udzungwa și Munții Uluguru.

## Flora și fauna

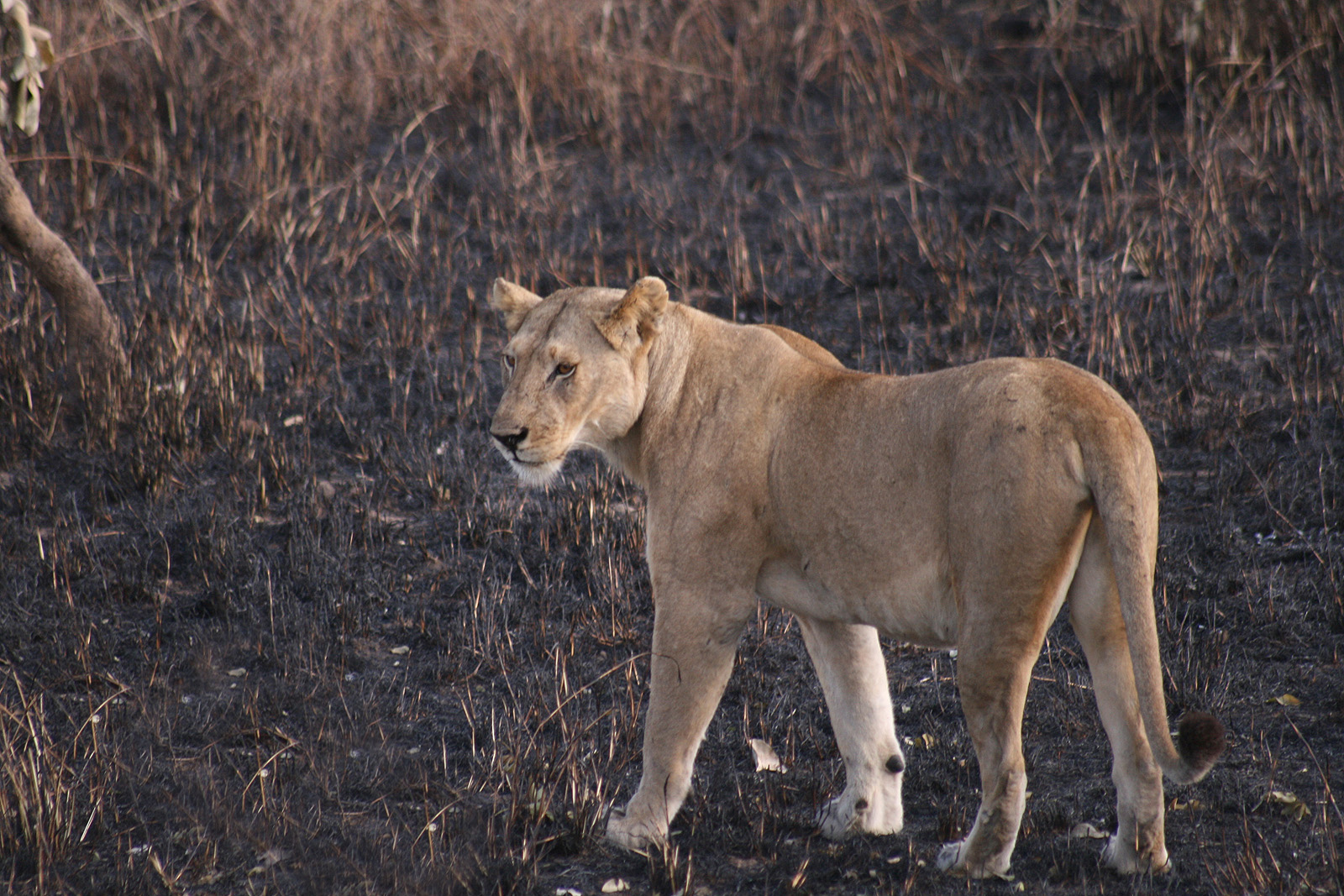
Leoaică

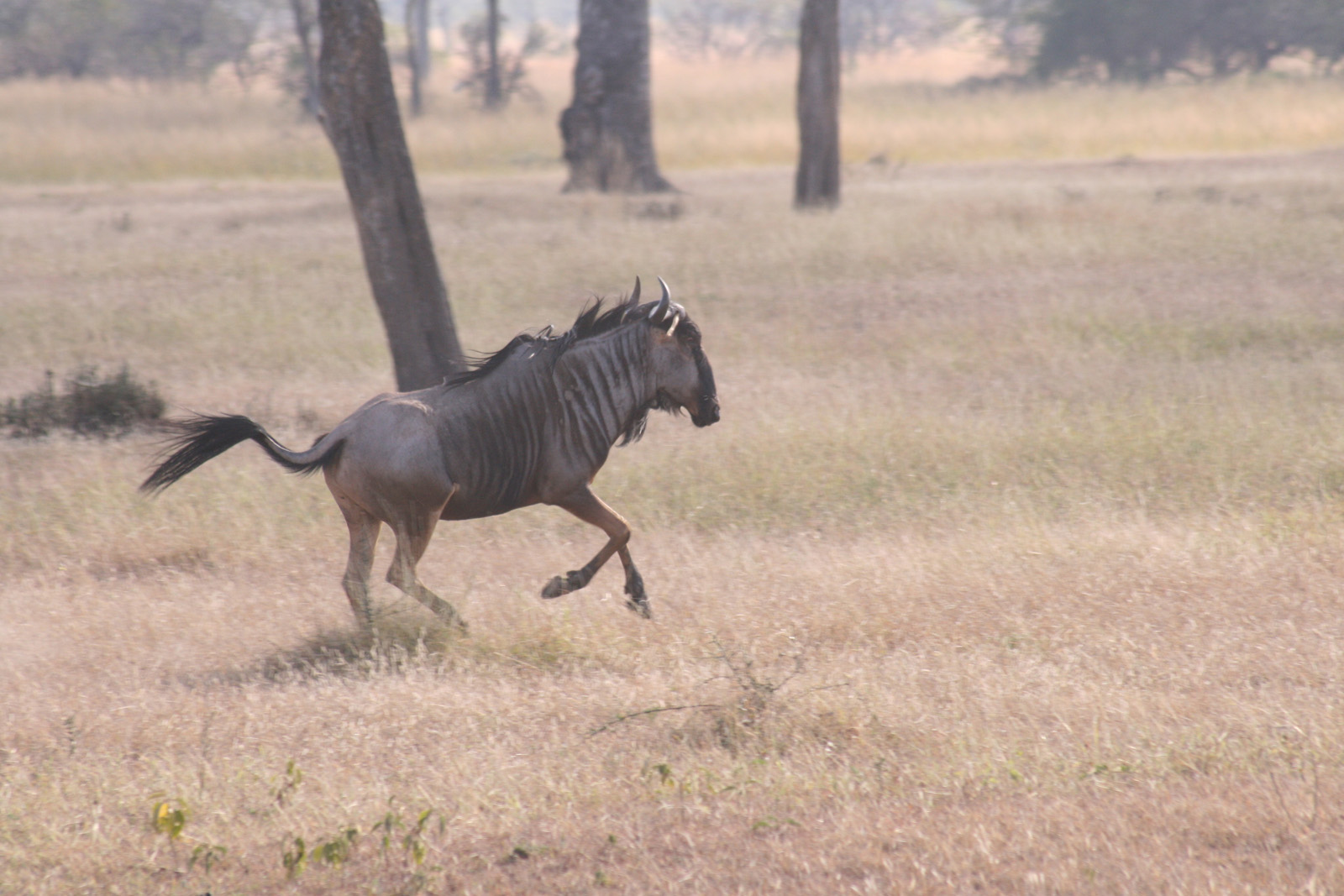
Antilopa Gnu

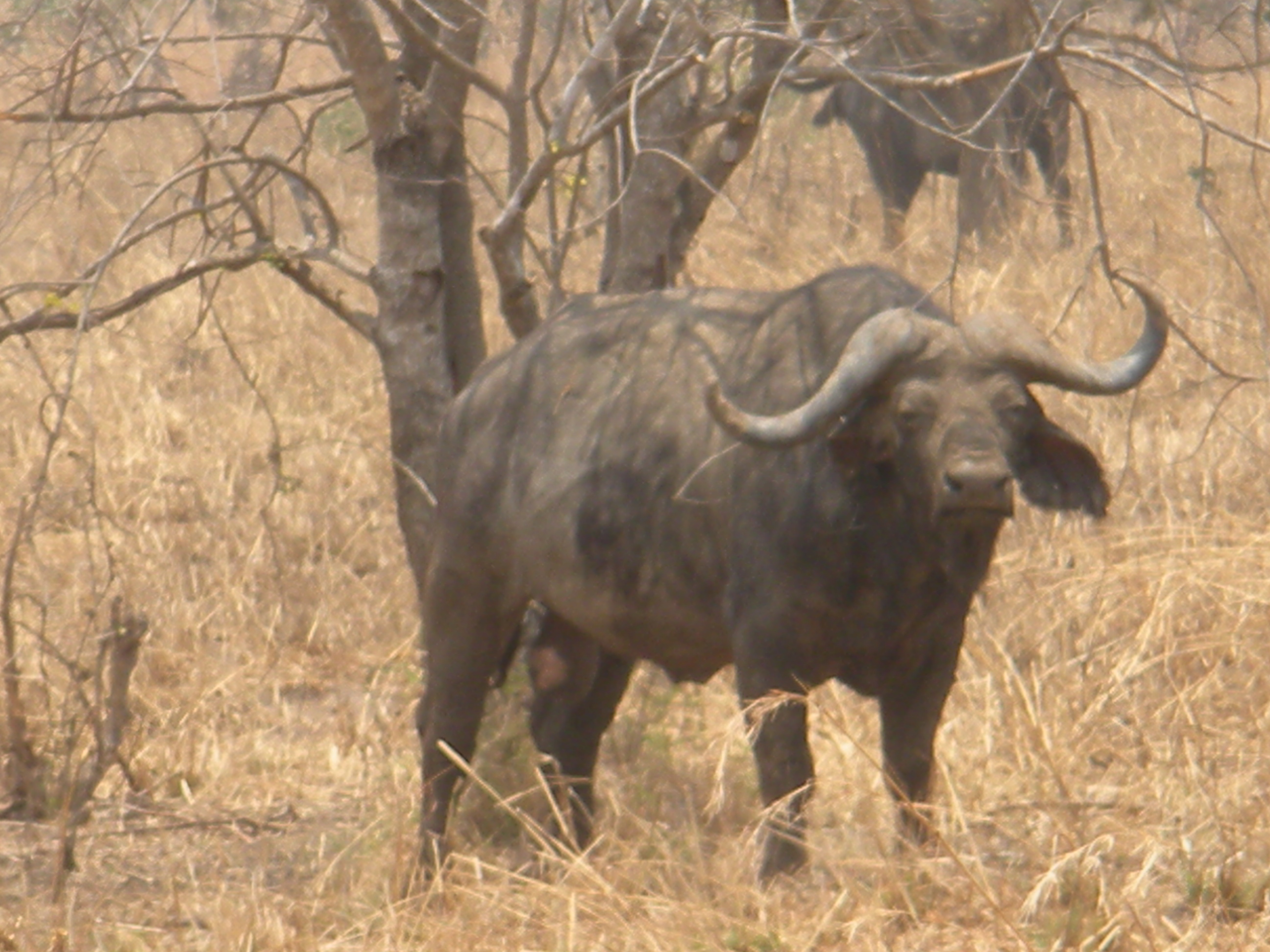
Bivol african

Peisajul din Mikumi este adesea comparat cu cel din Serengeti. Drumul care divide parcul separă doua zone cu natura diferită. Zona de nord-vest este cămpia aluvială a răului Mkata. Vegetația este de savană cu salcâmi, baobab și mai rar palmieri. În această zonă există o formațiune de roci spectaculoasă în zona munțiilor Rubeho și Uluguru. Partea de sudest a parcului este mai puțin bogată în animale sălbatice și mai greu accesibilă.
Fauna include multe dintre specile caracteristice ale savanei africane. Conform ghizilor locali, șansele de a vedea lei suindu-se în copaci sunt mai mari decât în Manyara (un parc faimos pentru leii care au acest comportament neobișnuit). Parcul conține o subspecie de girafă, cosiderată a fi legătura dintre girafa Masai și girafa somaleză. Alte animale din parc: elefanți, zebre, antilope gnu, impala, eland, kudu, antilopa neagră, babuini, bivoli. La 5 km nord de intrarea în parc există 2 bălți create artificial care găzduiesc hipopotami. Mai mult de 400 de specii de păsări se găsesc în parc.

## Turism
Mikumi aparține circuitul parcurilor naturale din Tanzania, mai puțin vizitat de turiștii internationali și mai bine protejat. Multe dintre rutele care traversează parcul vin dinspre Parcul Națtional Ruaha sau rezervația Selous. Sezonul recomandat pentru vizitare este sezonul secetos între mai și noiembrie, dar parcul este deschis tot timpul anului.